# دانینگتون آن بین
دانینگتون آن بین (به انگلیسی: Donington on Bain) یک روستا و محله مدنی در بریتانیا است که در لیندسی شرقی واقع شده‌است. دانینگتون آن بین ۳۶۸ نفر جمعیت دارد.